# Lithobius alexandrinae
Lithobius alexandrinae är en mångfotingart som beskrevs av Matic och Negrea 1973. Lithobius alexandrinae ingår i släktet Lithobius och familjen stenkrypare.
Artens utbredningsområde är Rumänien. Inga underarter finns listade i Catalogue of Life.